# بلاد للجميع (منظمة)
بلاد للجميع (العبرية: ארץ לכולם) هي حركة إسرائيلية فلسطينية تضم يهود إسرائيليين، ومواطنين فلسطينيين في إسرائيل، وفلسطينيين، والتي تقترح اتحادًا من دولتين كحل للصراع الإسرائيلي الفلسطيني. ويعزز هذا الحل وجود دولتين ذات سيادة في الأراضي الإسرائيلية والفلسطينية، على أساس المبادئ المشتركة للمساواة والحرية والكرامة. 
تأسست الحركة تحت قيادة إسرائيلية فلسطينية مشتركة في عام 2012. والمديرون التنفيذيون المشاركون هم اليهودية الإسرائيلية ماي بونداك ‏، ابنة رون بونداك ‏، والمواطنة الفلسطينية في إسرائيل، الدكتورة رولا حردال. وُلدت الحركة من سلسلة لقاءات بين ميرون رابابورت، الصحفي الإسرائيلي، وعوني المهشني، الناشط الفلسطيني. وانضم الصحفيون والعلماء والناشطون الفلسطينيون والإسرائيليون تدريجياً إلى هذه الاجتماعات لصياغة بيان للمبادئ المشتركة للتعايش.
الحركة عضو في تحالف السلام في الشرق الأوسط، وفازت بجائزة دعم السلام المتميز في لوكسمبورغ للسلام في عام 2021.

## الاقتراح
وبموجب اقتراح «بلاد للجميع»، فإن إسرائيل/فلسطين ستكون وحدة إقليمية واحدة، مع دولتين (تحت حدود الخط الأخضر قبل عام 1967) تشكلان اتحادًا كونفدراليًا. ويشكل اقتراح الحركة جزءاً من تحول أكبر نحو تعزيز الشراكة بين الإسرائيليين والفلسطينيين، بدلاً من الفصل الصارم. وتتناول المبادئ الأساسية للحركة العديد من مصادر التوتر القائمة في الصراع الطويل الأمد وتوفر المبادئ التوجيهية لحلها:
- تفترض الحركة وتقر بأن كل من الإسرائيليين والفلسطينيين لديهما ارتباط ديني قوي بالأرض ككل، ويجب أن يكون لديهم حق الوصول إلى الأرض.[8][11] ويقترحون أن تكون كل دولة ذات سيادة ومستقلة، ولكنها ستكون مرتبطة بحدود مفتوحة.[8][10]
- ستكون الأنظمة الحكومية في كلتا الدولتين ديمقراطية. ويحق للفلسطينيين المقيمين في إسرائيل التصويت في الانتخابات الفلسطينية، بينما يحق للمواطنين الإسرائيليين في الدولة الفلسطينية المستقبلية التصويت في إسرائيل.[4] وستتشارك الدولتان في عدد من المؤسسات لإدارة شؤون تؤثر على كلا المجتمعين بالتساوي (مثل إدارة المياه، وإدارة الأوبئة، والسياحة، والشؤون المالية).[8] وستحدد الدولتان الصلاحيات الممنوحة لكل حكومة على حدة، والأمور التي ستُدار بشكل مشترك.[3]
- بإدراك الضرر الناجم عن طرد الفلسطينيين من وطنهم التاريخي، فإن الدولة الفلسطينية المستقبلية سيكون لها الحق السيادي في منح اللاجئين الفلسطينيين حق العودة الفلسطيني[3] بينما يحتفظ اليهود في الشتات بحق العودة إلى إسرائيل.[12] وبموجب اقتراح المجموعة، يمكن للاجئين الفلسطينيين العودة إلى إسرائيل، ولكنهم يظلون مواطنين فلسطينيين، وسيظل المستوطنون الإسرائيليون الذين يعيشون في فلسطين مواطنين إسرائيليين.[13] سيكون العرب الإسرائيليون مواطنين مزدوجين في كلتا الدولتين.[10]
- سيصبح المستوطنون الإسرائيليون غير الشرعيين الذين يعيشون حاليًا في الأراضي المحتلة مقيمين إسرائيليين في فلسطين، شريطة أن يقبلوا ويلتزموا بالقانون السيادي الفلسطيني. سيحصل المواطنون الإسرائيليون في فلسطين على وضع إقامة مع الحقوق المرتبطة به، بما في ذلك الحق في التصويت للسلطات المحلية، مما يعكس حقوق المواطنين الفلسطينيين المقيمين في إسرائيل. ومع ذلك، سيتم تنفيذ حرية الإسرائيليين في الإقامة في فلسطين تدريجيًا لتجنب إغراق الدولة الفلسطينية بالمواطنين الإسرائيليين. تؤكد الخطة على وقف التوسع الاستيطاني الإسرائيلي في الضفة الغربية، مع الاعتراف بالضرر الذي يلحق بالجمهور الفلسطيني من خلال مصادرة الأراضي. لن يكون هناك وجود عسكري إسرائيلي في الدولة الفلسطينية. بدلاً من ذلك، ستطور الدولتان أجهزة أمنية مشتركة وفعالة وكفؤة.[3]
- ستكون القدس العاصمة المشتركة للدولتين،[10] وستتم إدارتها من قبل السلطات الدولية والممثلين الدينيين.[4]
- ستكون هناك مسؤولية أمنية كاملة داخل الأراضي السيادية لكل دولة، مع شراكة أمنية قوية بين الدولتين. سيشمل هذا المخطط قوات أمن مستقلة تعمل فقط داخل أراضيها الخاصة. وعلى الرغم من العمليات المستقلة، سينخرط كلا البلدين في تعاون وثيق في مسائل الأمن والاستخبارات والشرطة. وبينما يعززان حرية التنقل بين إسرائيل وفلسطين، يحتفظ كلا البلدين بالحق في منع دخول الأفراد المعادين وإجراء عمليات التفتيش الحدودية اللازمة لضمان الأمن دون المساس بانفتاح الحدود. ستلتزم كل من إسرائيل وفلسطين باتفاقيات نزع السلاح، معربتين عن التزامهما المتبادل بالأمن والسلامة لجميع المواطنين، بغض النظر عن العرق.[3] سيتم حل النزاعات بين الدولتين إما من خلال جمعية إسرائيلية فلسطينية مشتركة أو محكمة مشتركة لحقوق الإنسان.[8][14] سيكون هناك شكل من أشكال المؤسسات الأمنية المشتركة، ولكن ستحتفظ كل دولة بقواتها الأمنية الخاصة.[8]
- يتمتع مواطنو الدولتين بحقوق متساوية وفقًا للإعلان العالمي لحقوق الإنسان. ويستند هذا المبدأ إلى ضرورة معالجة المظالم التاريخية، والاعتراف بالأقلية الفلسطينية في إسرائيل كجزء لا يتجزأ من الشعب الفلسطيني. ويشمل ذلك معالجة القضايا المتعلقة بديناميكيات القوة، وتخصيص الموارد، والحصول على الأراضي، والتخطيط، والتنمية. وسيتم تعديل القوانين والممارسات التمييزية التي تعيق المشاركة المتساوية للمواطنين الفلسطينيين في إسرائيل. ويشمل ذلك ضمان التمثيل المتساوي، وإلغاء القوانين التمييزية، وتعزيز التوزيع العادل للموارد، والحصول على الأراضي، والحلول القانونية للبناء، بما في ذلك الاعتراف بالتجمعات البدوية في النقب.

## وصلات خارجية
- الموقع الرسمي